# NGC 2315
NGC 2315 is een spiraalvormig sterrenstelsel in het sterrenbeeld Lynx. Het hemelobject werd op 16 februari 1831 ontdekt door de Britse astronoom John Herschel.

## HD 52098
Vanaf de aarde gezien bevindt het stelsel NGC 2315 zich schijnbaar net ten zuiden van de ster HD 52098. Amateurastronomen kunnen HD 52098 aanwenden als gidsster om het stelsel NGC 2315 op te sporen.

## Synoniemen
- UGC 3633
- MCG 8-13-45
- ZWG 234.41
- PGC 20045